# Алию, Мохаммед
Мохаммед Гойи Алию (англ. Mohammed Goyi Aliyu; 12 февраля 1993, Кача, Нигерия) — нигерийский футболист, защитник.

## Игровая карьера
Воспитанник «Лайма праймари скул». В 2008 году присоединился у «Нигер Торнадос», в составе которого дебютировал в профессиональном футболе. В январе 2011 года покинул Нигерию и подписал контракт с командой Примеры «Вильярреал», но играл в основном за молодёжный состав этой команды. 13 декабря 2011 года перешёл в команду украинской Премьер-лиги «Таврия». Первое время футболист играл в молодёжной команде симферопольцев. В высшем дивизионе дебютировал 29 сентября 2013 во Львове против «Карпат», став 308-м футболистом, сыгравшим за «Таврию» в чемпионатах Украины с 1992 года.
27 июля 2014 нигерийский защитник подписал контракт с дебютантом молдавской высшей лиги «Саксаном» из Чадыр-Лунги.

## Международная карьера
В составе юношеской (до 17 лет) сборной команды Нигерии Алию становился серебряным призёром домашнего чемпионата мира. На турнире сыграл в 7 матчах, в том числе и в финале
. 12 апреля 2011 года тренер нигерийской молодёжки Джон Обух вызывал Алию для участия в Кубке Африки в ЮАР.